# پیتر آنکرسن
پیتر آنکرسن (انگلیسی: Peter Ankersen؛ زادهٔ ۲۲ سپتامبر ۱۹۹۰) بازیکن فوتبال اهل دانمارک است.
از باشگاه‌هایی که در آن بازی کرده‌است می‌توان به باشگاه فوتبال روزنبورگ، وایله بلدکلوب، باشگاه فوتبال ردبول زالتسبورگ، باشگاه فوتبال کپنهاگن، و تیم ملی فوتبال دانمارک اشاره کرد.